# Канва (индуизм)
Ка́нва (санскр. कण्‍व, IAST: káṇva) — ведийский риши, считается автором нескольких гимнов «Риг-веды» и основателем одной из ведийских школ (шакх). В Ведах он описывается как сын Гхоры и один из Ангирасов. В «Атхарва-веде» Канва — это риши, который изобрёл метод лечения всех видов болезней с помощью лечебного растения аджашринги. Другое лечебное растение, апамарга, получает его благословение. Канвы — это потомки этого риши, которые в «Атхарва-веде» упоминаются в числе питри, наряду с Джамадагни и др.